# Hollowed Out
Hollowed Out è il sessantaseiesimo album in studio del chitarrista statunitense Buckethead, pubblicato il 12 novembre 2013 dalla Hatboxghost Music.

## Descrizione
Trentasettesimo disco appartenente alla serie "Buckethead Pikes", Hollowed Out è il quarto album pubblicato dal chitarrista nel mese di novembre 2013. Prima di esso sono stati pubblicati Thank You Ohlinger's, The Pit (usciti entrambi il 2 novembre) e Rise of the Blue Lotus, uscito una settimana più tardi.

## Tracce
Musiche di Buckethead.
1. Low Rolling Hills – 7:30
2. Lobster Hands – 2:41
3. One Foot in Front of the Other – 2:47
4. Sideways Jaw Trap – 4:19
5. Mosquito on Stilts – 2:41
6. Trading Post – 6:01
7. Cyborg Parking – 1:26
8. Hollowed Out – 4:41

## Formazione
- Buckethead – chitarra, basso, programmazione